# Michael Wesley-Smith
Michael Thomas Wesley-Smith (* 2. Dezember 1983 in Wellington, Neuseeland) ist ein neuseeländischer Schauspieler.
Bekannt wurde er durch die neuseeländische Science-Fiction-Jugendserie The Tribe, die inzwischen zur weltweiten Jugend-Kultserie avanciert ist.

## Filmografie (Auswahl)
- 1999–2003: The Tribe
- 2001: Atlantis High
- 2002: The strip
- 2007: The last Great Snail Chase